# Everett Brown
Everett Brown (Contea di Smith, 1º gennaio 1902 – New York, 14 ottobre 1953) è stato un attore statunitense.

## Filmografia parziale
- South Sea Love, regia di Ralph Ince (1927)
- Via col vento (Gone with the Wind), regia di Victor Fleming (1939)